# Обозновский сельский совет (Глобинский район)
Обозновский сельский совет (укр. Обознівська сільська рада) — входит в состав
Глобинского района
Полтавской области
Украины.
Административный центр сельского совета находится в 
с. Обозновка.

## История
- 1928 — дата образования.

## Населённые пункты совета
- с. Обозновка
- с. Багны
- с. Гуляйполе
- с. Заречное
- с. Новый Выселок